# Slave Trade Act
Slave Trade Act (Llei del comerç d'esclaus) és el nom curt que reben les lleis que regulaven als Estats Units i al Regne Unit les qüestions relacionades amb el comerç d'esclaus.

## Llista

### Regne Unit
- Slave Trade Act 1788
- Slave Trade Act 1807 (Acta del Comerç d'Esclaus)
- Slave Trade Felony Act 1811
- Slave Trade Act 1824
- Slave Trade Act 1843
- Aberdeen Act (1845)
- Slave Trade Act 1873

### Estats Units
- Slave Trade Act of 1794
- Slave Trade Act of 1800
- Act Prohibiting Importation of Slaves (1807)
- La Slave Trade Act of 1818
- La Act to Protect the Commerce of the United States and Punish the Crime of Piracy (1819) (Llei per a protegir el comerç dels Estats Units i per a penalitzar el crim de pirateria.
- Act in Relation to Service (Utah) - 1852
- Act for the reliev of Indian Slaves and Prisoners (Utah, 1852)